# Mecodema mohi
Mecodema mohi es una especie de escarabajo del género Mecodema, familia Carabidae. Fue descrita científicamente por Seldon & Buckley en 2019.
Esta especie se encuentra en Nueva Zelanda.
Posee un cuerpo grande de entre 28–34,8 mm de largo y 8,4–11,5 mm de ancho.